# Žebrák (Nečín)
Žebrák je malá vesnice, část obce Nečín v okrese Příbram ve Středočeském kraji. Nachází se asi dva kilometry severovýchodně od Nečína. Vesnicí prochází silnice II/102. Je zde evidováno 48 adres. V roce 2011 zde trvale žilo 48 obyvatel.
Žebrák leží v katastrálním území Žebrák u Nečína o rozloze 3,23 km². V katastrálním území Žebrák u Nečína leží i Vaječník.

## Historie
První písemná zmínka o vesnici pochází z roku 1653.

## Obyvatelstvo
| Rok            | 1869 | 1880 | 1890 | 1900 | 1910 | 1921 | 1930 | 1950 | 1961 | 1970 | 1980 | 1991 | 2001 | 2011 | 2021 |
| -------------- | ---- | ---- | ---- | ---- | ---- | ---- | ---- | ---- | ---- | ---- | ---- | ---- | ---- | ---- | ---- |
| Počet obyvatel | 233  | 197  | 211  | 196  | 182  | 178  | 176  | 153  | 147  | 127  | 75   | 58   | 47   | 48   | 48   |
| Počet domů     | 29   | 30   | 32   | 32   | 33   | 33   | 34   | 38   | 38   | 35   | 29   | 37   | 38   | 40   | 43   |

## Další fotografie

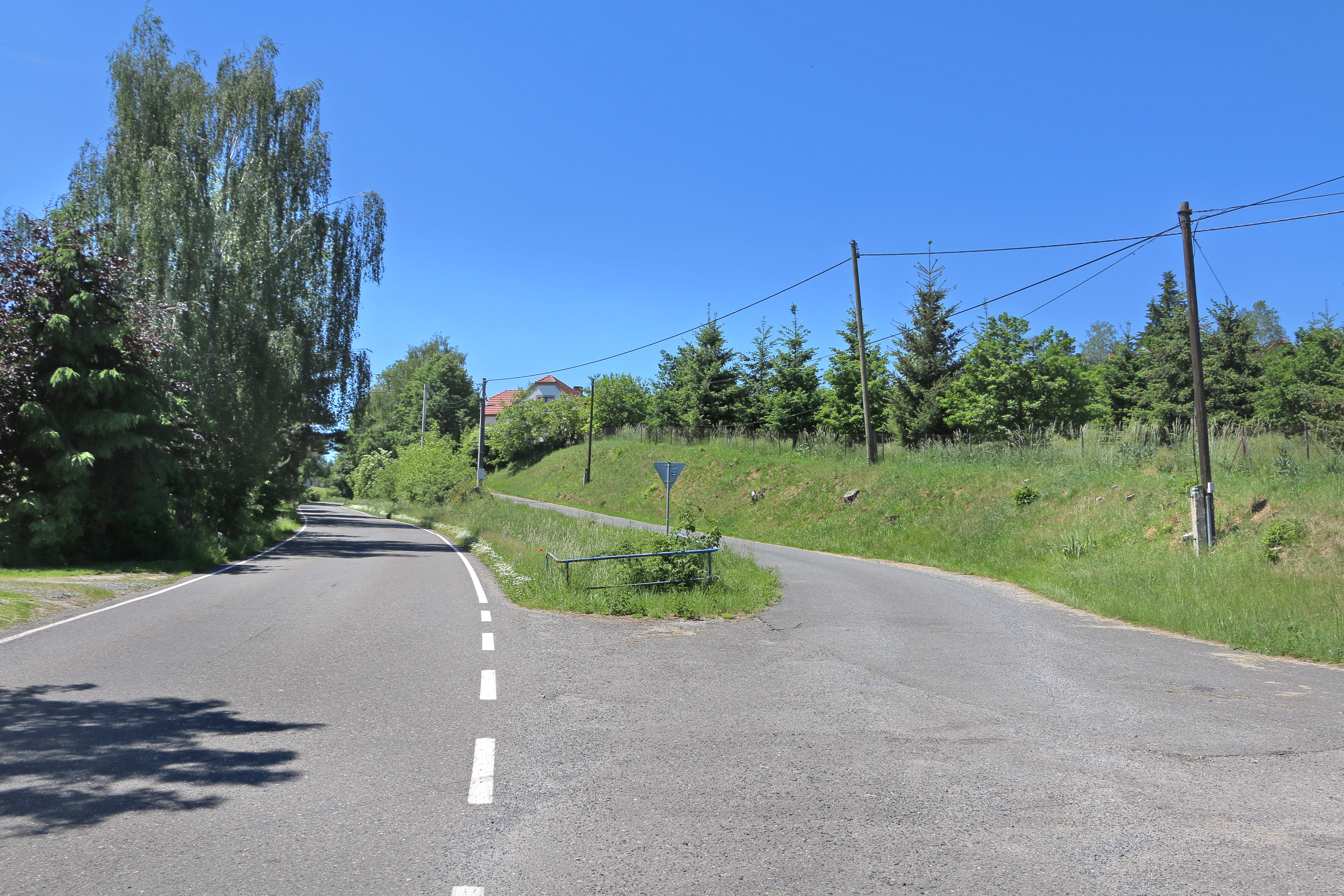
Odbočka k vesnici
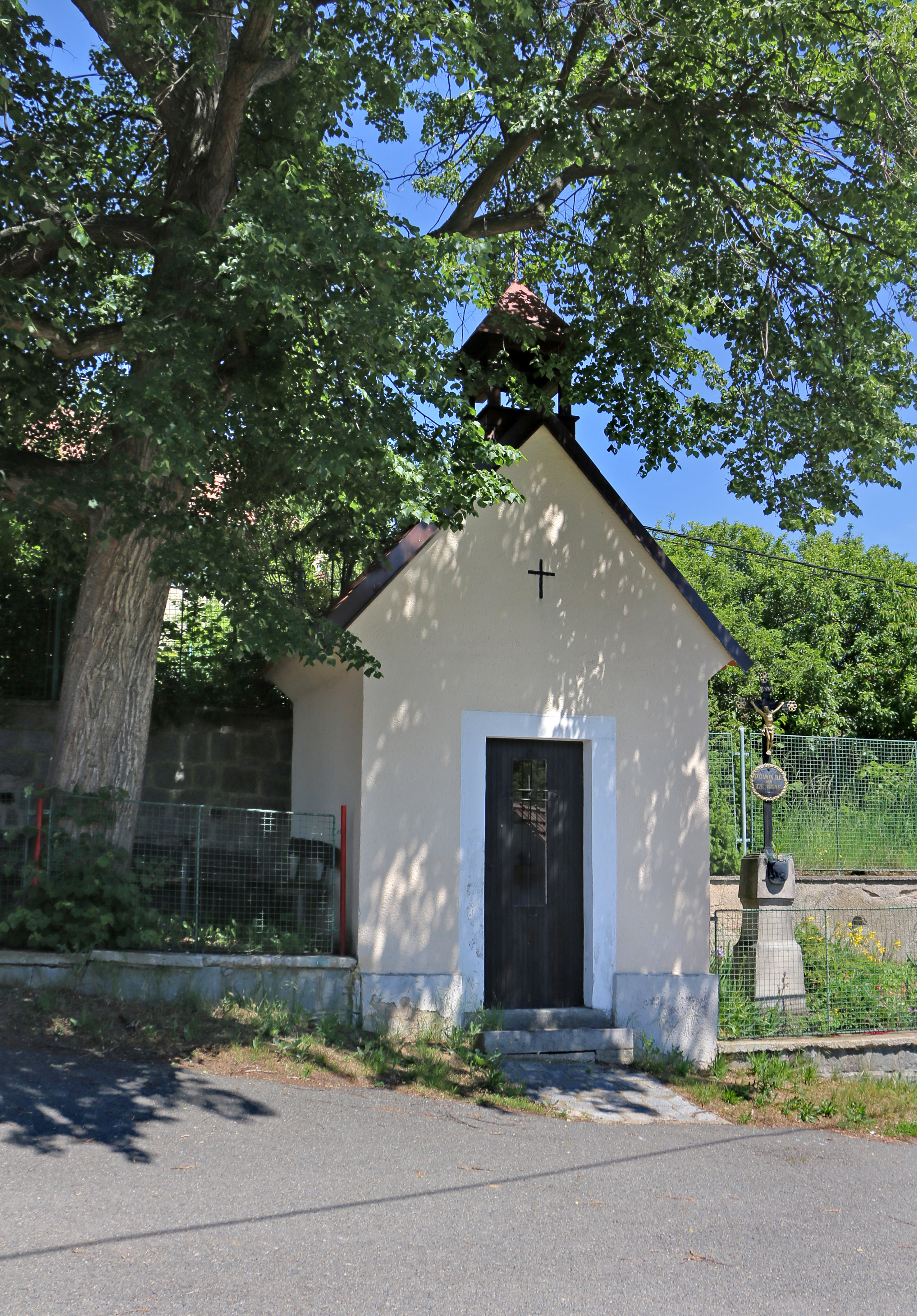
Kaple na návsi
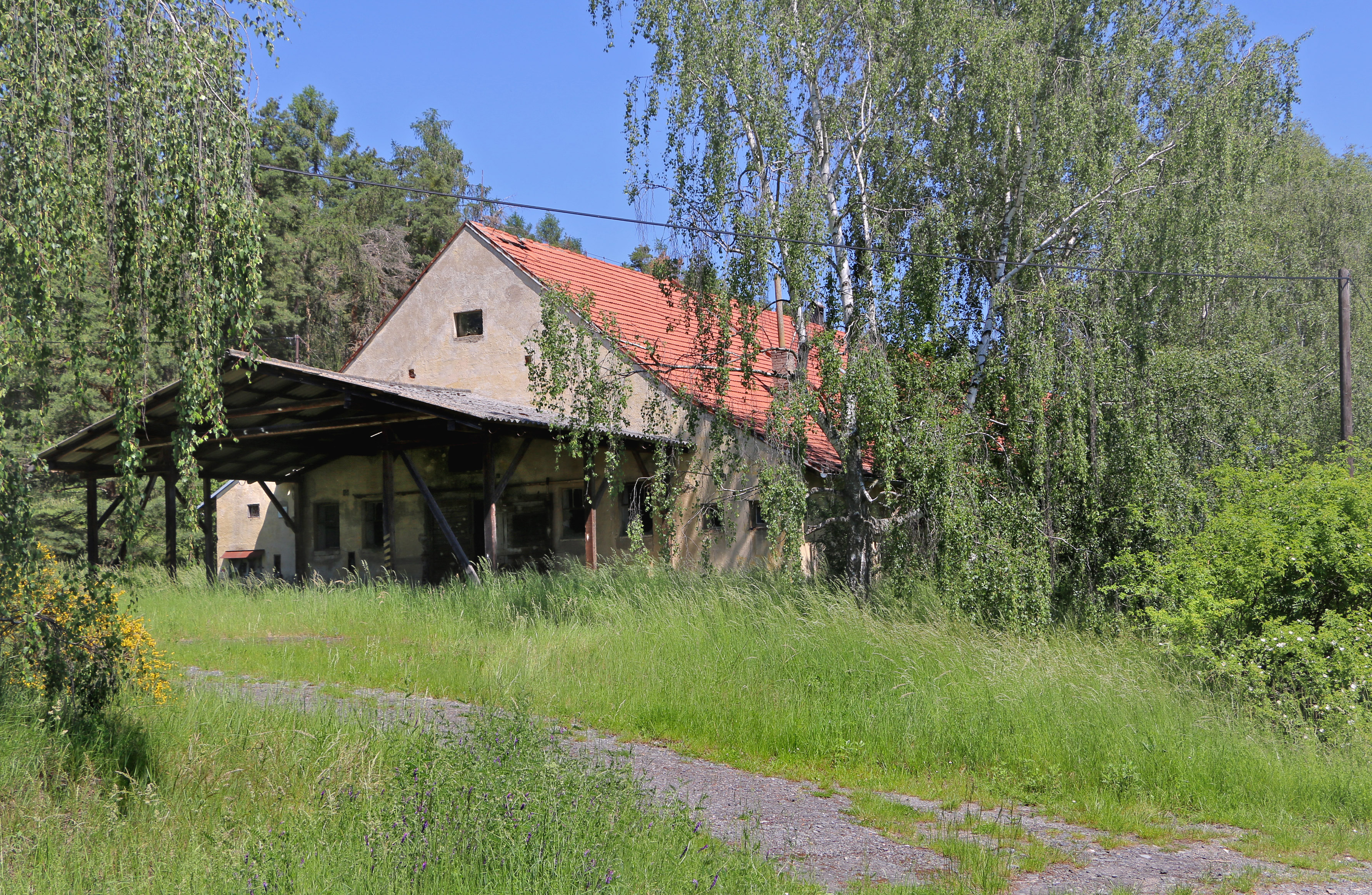
Bývalý statek
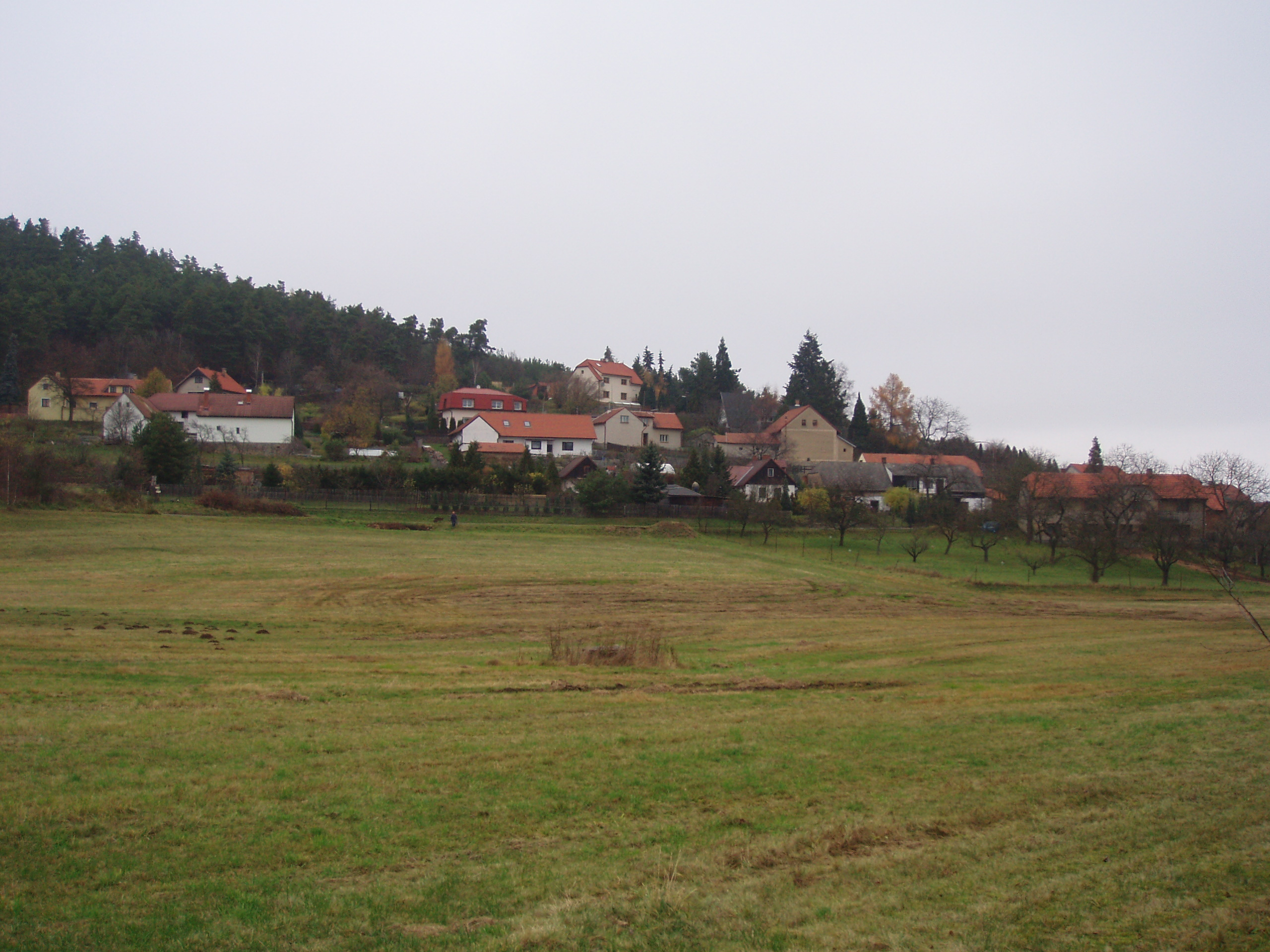
Žebrák z dálky